# 王阿足
王阿足（？—？），唐朝冀州鹿城县（今河北省束鹿县东北）人。
王阿足早年丧父母，没有兄弟，只有姊一人。嫁给同县李姓人家，几年后，没有子女而丈夫先亡。当时年纪还轻，很多人家想要聘娶。以姐姐年老孤寡，不肯舍去，于是立誓不嫁，以养其姊。每天白天营田耕种，夜晚纺绩，自己提供衣食，过了二十余年。姐姐去世，以礼葬送。乡里人都称道她的节行，让自己的妻女去与她相识，学习她的风训。几年后，在家中去世。

## 延伸阅读
[在维基数据编辑]
 《舊唐書·卷193》，出自刘昫《舊唐書》